# Longeault
Longeault korábbi község (település) Franciaországban, Côte-d’Or megyében. 2019. január 1-jén Pluvault községgel egyesült és Longeault-Pluvault új község része lett.
Lakosainak száma 585 fő (2018. január 1.). Longeault Beire-le-Fort, Pluvault, Collonges-lès-Premières és Genlis községekkel határos.

## Népesség
A település népességének változása:
| Lakosok száma | 574  | 574  | 583  | 579  | 585  |
|               | 2013 | 2015 | 2016 | 2017 | 2018 |